# Vol TANS Perú 222
Le vol TANS Perú 222 était un vol intérieur régulier, assuré par un Fokker F28 de la compagnie péruvienne TANS Perú, qui avait décollé de l'aéroport international Jorge Chávez, avant de faire une escale à l'aéroport international Cap. FAP José A. Quiñones Gonzales (en) de Chiclayo, pour finalement se rendre à l'aéroport de Chachapoyas (en). 
Le 9 janvier 2003, lors de son approche sur l'aéroport, l'appareil s'est écrasé sur le flanc d'une colline, près de Chachapoyas, au Pérou. Aucun des 46 passagers et membres d'équipage à bord de l'avion n'a survécu au crash.
Une enquête menée par l'organisme péruvien d'enquête sur les accidents aériens, le ministère des transports et des communications, a déterminé que la cause principale de cet accident était de multiples erreurs de la part de l'équipage, notamment une mauvaise communication dans le cockpit et un excès de confiance.

## Avion

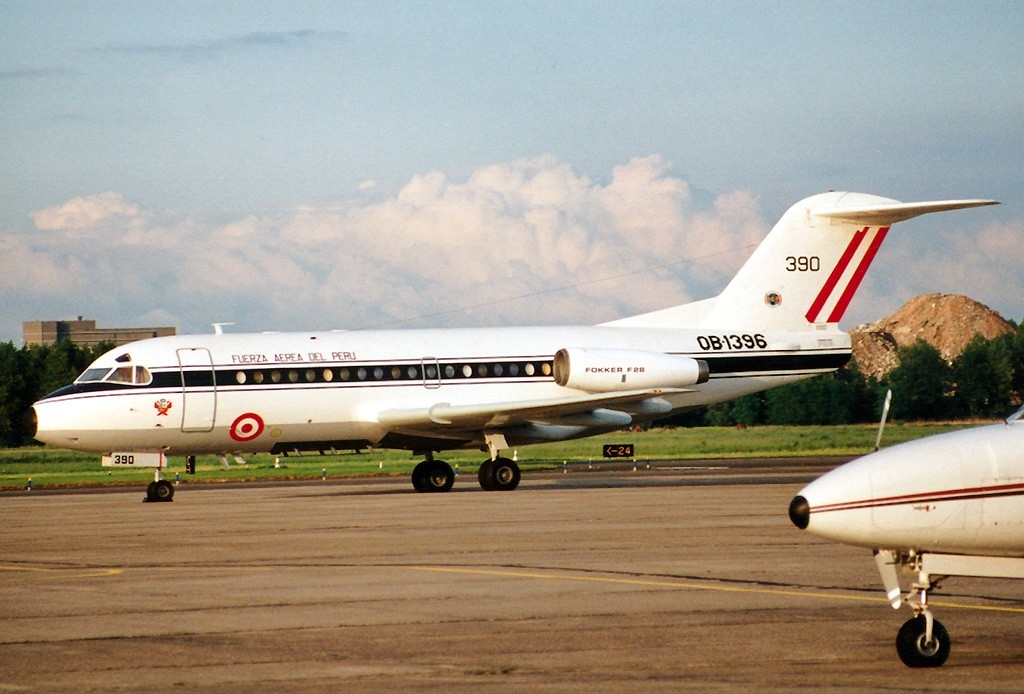
L'appareil impliqué dans l'accident, alors en service au sein de la force aérienne du Pérou, ici en juin 1991.

L'appareil impliqué était un Fokker F28-1000, un biréacteur court-courrier de construction néerlandaise, immatriculé OB-1396 (numéro de série 11100) et fabriqué en 1975. Au moment de l’accident, il totalisait 3 127 heures de vol. 
Jusqu'en 1995, cet avion était utilisé dans la force aérienne du Pérou, en tant qu'avion de transport présidentiel, en configuration VIP, utilisé pour les vols intérieurs.

## Accident
Le vol 222 a décollé de Chiclayo à 08 h 17 et a été autorisé au niveau de vol 190 (19 000 pieds (environ 5800 m)) au cap 075. À 08 h 32, l'avion a viré à gauche au cap 060 et, 4 minutes plus tard, a commencé à descendre au niveau de vol 130 (13 000 pieds (environ 3900 m)). À 08 h 41, les aérofreins ont été déployés, faisant passer la vitesse de l'avion de 280 à 210 nœuds (520 à 390 km/h). 
Puis, 50 secondes plus tard, l'équipage a amorcé un virage à droite au cap 135 pour s'aligner sur la piste 13 de l'aéroport de Chachapoyas (en). À 8 h 46, le Fokker 28 s'est écrasé sur une paroi rocheuse verticale, située sur une colline connue sous le nom de Cerro Collorque, à une altitude de 11 320 pieds (3 450 m) et à environ 16 km au nord de l'aéroport. 
Les équipes de secours n'ont retrouvé l'épave que deux jours plus tard, à seulement 115 pieds (35 m) du sommet de la colline. Aucun de ses occupants n'a survécu, car l'avion a été pulvérisé par la violence de l'impact.

## Enquête
Le ministère péruvien des transports et des communications a ouvert une enquête, qui a commencé peu de temps après l'accident. L'enregistreur phonique (CVR) et l'enregistreur de données de vol (FDR) ont été récupérés. 
L'examen du CVR a révélé que l'équipage était trop confiant, qu'il n'a pas suivi les procédures d'approches recommandées par la compagnie, que la checklist concernant l'atterrissage n'a pas été suivie correctement et que la communication entre le commandant de bord et le copilote était mauvaise.
L'aéroport de Chachapoyas dispose d'un radiophare omnidirectionnel VHF (VOR), mais aucun dispositif de mesure de distance (DME) n'était disponible ce jour-là, de sorte que l'équipage savait dans quelle direction se trouvait l'aéroport, mais pas à quelle distance il se situait par rapport à la piste. Dans des conditions de faible visibilité, le commandant a commencé la descente trop tôt, ce qui a conduit à l'impact final contre le relief.

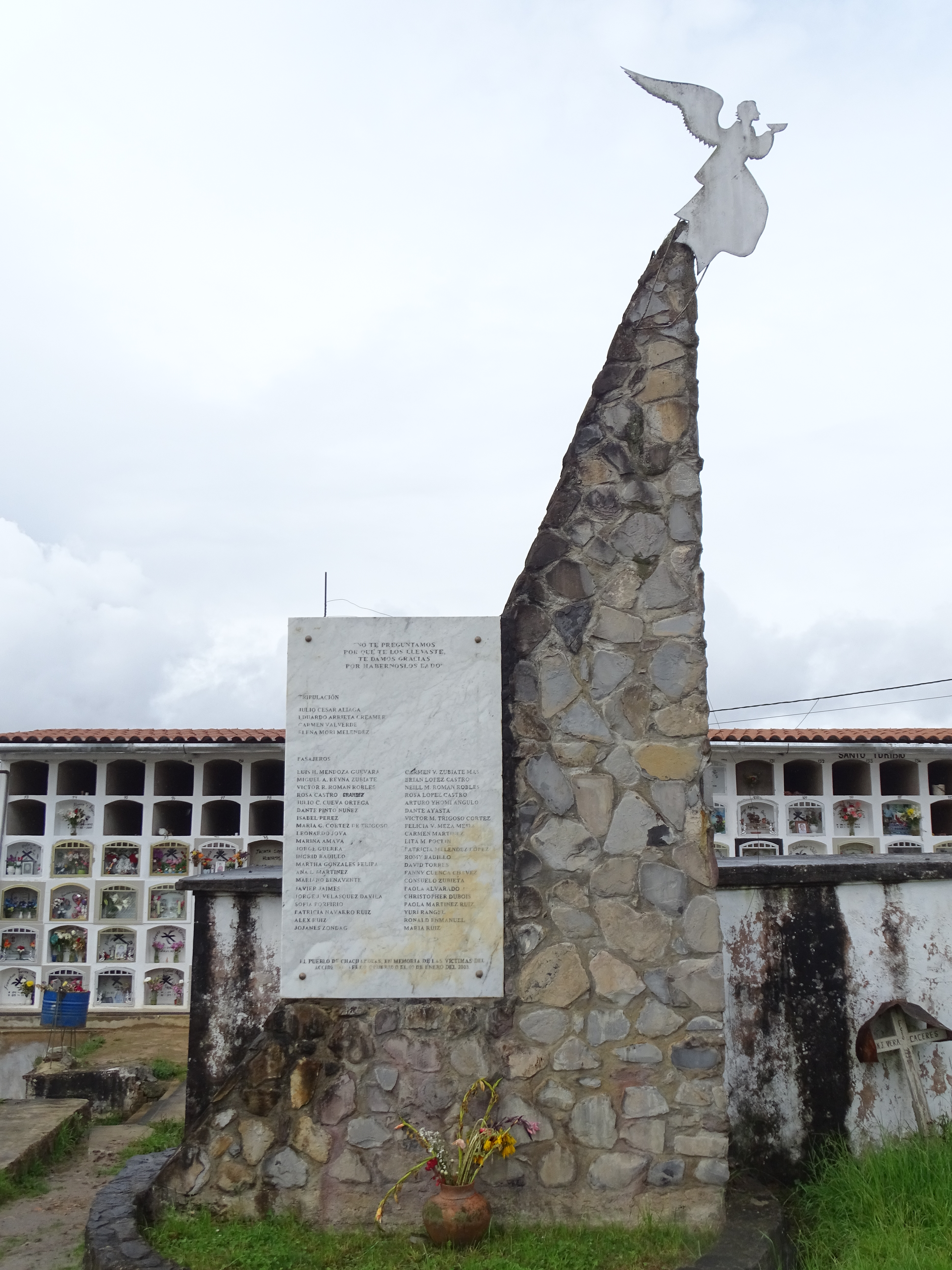
Mémorial dédié aux victimes du vol 222, au cimetière de Chachapoyas.

Le rapport officiel indique que la complaisance et le manque de communication efficace au sein de l'équipage est la cause principale la plus probable de l'accident. Un facteur contributif aurait pu être le décès du père du copilote, survenu quatre jours avant le vol, qui aurait pu le distraire des taches liées au pilotage de l'appareil. 
Les enquêteurs ont également constaté que l'environnement de travail de l'équipage n'était pas satisfaisant en raison des changements constants du personnel et du manque de salaires et de primes versées à l'équipage.